# Мале-Джевце
Мале-Джевце (пол. Małe Drzewce) — село в Польщі, у гміні Шліхтинґова Всховського повіту Любуського воєводства.
У 1975-1998 роках село належало до Лешненського воєводства.